# Toshiki Kadomatsu
Toshiki Kadomatsu (角松 敏生, Kadomatsu Toshiki) (Yoyogi (Shibuya), 12 augustus 1960) is een Japanse singer-songwriter en muziekproducent.

## Carrière
Kadomatsu debuteerde als muzikant in 1981 met de single "Yokohama Twilight Time" en het album Sea Breeze. In 1987 bracht hij het instrumentale album Sea is a Lady uit, dat op de vierde plek in de Japanse hitlijsten terecht kwam.
Hij stopte van 1993 tot 1998 met het uitbrengen van zijn eigen muziek, en besloot zich te richten op het produceren van teksten en muziek voor andere Japanse artiesten. In 1999 kwam Kadomatsu weer met een eigen muziekalbum, genaamd Time Tunnel. Er volgde in dat jaar ook een livealbum.
Kadomatsu bracht van 1999 tot heden bijna jaarlijks een muziekalbum uit.

## Discografie

### Studioalbums
- Sea Breeze (1981)
- Weekend Fly to the Sun (1982)
- On the City Shore (1983)
- After 5 Clash (1984)
- Gold Digger: With True Love (1985)
- Touch And Go (1986)
- Sea is a Lady (1987)
- Before the Daylight: Is the Most Darkness Moment in a Day (1988)
- Reasons for Thousand Lovers (1989)
- More Desire (1989, livealbum)
- Legacy of You (1990)
- All is Vanity (1991)
- You And Me (1992)
- I'll Be Over You (1992)
- Time Tunnel (1999)
- Voices Under the Water/In the Hall (1999, livealbum)
- Antinomy (2000)
- Incarnatio (2002)
- Summer 4 Rhythm (2003)
- Fankacoustics (2004)
- Prayer (2006)
- No Turns (2009)
- Citylights Dandy (2010)
- The Moment (2014)
- Tokyo Boys & Girls (2019)
- MILAD #1 (2022)
- MILAD #2 (2022)
- Inherit the Life (2022)
- Inherit the Life II (2023)

### Singles
- "YOKOHAMA Twilight Time" (1981)
- "Do You Wanna Dance" (1983)
- "She's My Lady" (1987)
- "Can't You See" (1988)
- "Galaxy Girl" (1991)
- "Realize" (1998)
- "Always Be With You" (2002)
- "Startin" (2004)
- "I See The Light" (2014)